# La città verrà distrutta all'alba (film 1973)
La città verrà distrutta all'alba (The Crazies) è un film del 1973 diretto e scritto da George A. Romero, ma basato su una sceneggiatura di Paul McCollough.
La trama ruota attorno a una pericolosa arma biologica che accidentalmente viene immessa nell'aria e raggiunge una cittadina degli Stati Uniti d'America.

## Trama
La vicenda si svolge nella cittadina di Evans City, in Pennsylvania.
Tutto ha inizio con strani incendi dolosi causati da persone del tutto normali e tranquille, ma che improvvisamente sembrano impazzire. Questa strana situazione preoccupa il capo dei pompieri David, l'infermiera Judy, fidanzata di David, e Clank, un pompiere segretamente innamorato di Judy. David è stato un berretto verde e Clank un fante reduce della guerra del Vietnam. Dopo questi strani eventi, nella città arriva il maggiore Ryder che guida l'esercito dotato di tute NBC e apparecchi elettronici per misurare la  radioattività. Da una discussione tra i militari si viene a sapere che un bombardiere dell'esercito degli Stati Uniti è caduto nei pressi di una collina poco distante dalla città e che dalla carcassa dell'aereo si è sprigionata un'arma biologica chiamata "Trixie" che ha l'effetto di far letteralmente impazzire le persone, spingendole a commettere omicidi e a causare distruzione. L'arma è finita anche nelle acque dell'acquedotto che alimenta la città.
Nel frattempo a Washington, il colonnello Peckem sta mostrando alcuni carteggi su come intende contenere il virus mentre il dottore e scienziato Watts inizia a studiare una cura o un vaccino per ottenere l'immunità dall'arma, per evitare che l'epidemia si  diffonda nell'intero paese. Finito il vertice a Washington, si decide che per far fronte al peggioramento della situazione un B52 munito di armi nucleari volerà costantemente sopra Evans City, per poter intervenire nel caso in cui l'epidemia sfugga ad ogni controllo.
Nella cittadina la popolazione si è ribellata all'esercito e tenta di fuggire. Si scatena così una guerriglia, in quanto i militari hanno l'ordine di sparare a chiunque tenti di scappare. Molte persone sono contagiate. Lo sceriffo nel tentativo di non farsi disarmare dai militari muore per un colpo partito dalla sua pistola. Alcune persone in preda alla follia distruggono il negozio d'armi della cittadina e fanno fuoco su tutti, lasciando a terra molti morti. Un'anziana signora, invitata da un militare a rifugiarsi nell'istituto superiore insieme agli altri sani, lo uccide con i ferri per lavorare a maglia, mentre il prete locale si dà fuoco con della benzina.
David, Judy e Clank insieme ad altri due sopravvissuti, Kathy e suo padre Artie, riescono a fuggire dalla città con un furgone militare, prendendo la statale per sconfinare dagli Stati Uniti d'America. Apparentemente tranquillo e sano, Artie impazzisce improvvisamente e violenta sua figlia, che viene poi salvata da Clank, dopodiché sembra suicidarsi. Kathy è visibilmente scossa, ed esce dalla casa dove si erano nascosti ma una truppa di militari all'inseguimento dei protagonisti la uccide con svariati colpi di arma di fuoco. Nello scontro interviene anche Clank che, in preda alla follia, si nasconde in un bosco e uccide alcuni militari, dopodiché viene anch'egli ucciso con un colpo in testa. Rimangono ora solo Judy e David, e quando la prima inizia a manifestare i primi sintomi del "Trixie" viene uccisa dai civili in rivolta contro i militari.
David si arrende ai militari di sua spontanea volontà, ma mantiene il segreto circa la sua immunità al Trixie per non essere usato come cavia in futuri esperimenti. Prima dei titoli di coda viene mostrato il dr. Watts che ha effettivamente scoperto un vaccino e una cura per il virus in caso di contagio; purtroppo alcuni militari pensano che egli sia infetto e nella confusione che ne segue muore cadendo delle scale, distruggendo il vaccino appena scoperto che avrebbe potuto salvare moltissima gente. Nell’ultima scena il colonnello Peckem riceve una chiamata che lo informa di nuove città infettate dal Trixie.

## Produzione
La storia della produzione è stata spiegata da Romero stesso in un'intervista contenuta negli extra dell'edizione DVD.
The Crazies è originariamente un progetto ancora in scrittura per mano di Paul McCollough intitolato The Mad People: la trama narra di un incidente militare che provoca la fuoriuscita di un'arma biologica in una cittadina e dei processi di insabbiamento e contenimento della popolazione in cui sono coinvolte le forze armate.
Romero ha dichiarato che nella prima bozza dello script la storia era molto incentrata sulle azioni dei militari, ma che solo in una revisione successiva ci si è concentrati sulla reazione dei cittadini e di cosa avrebbero fatto per salvarsi.
Per volontà di Romero, la sceneggiatura è stata inviata al produttore Lee Hessel, che già in precedenza aveva collaborato con lui in There's Always Vanilla (1971). Hessel approva il progetto di McCollough, ma è incline a finanziarlo solo a patto che Romero riscriva gran parte del copione per inserire gli elementi che secondo il produttore sono caratterizzanti per una buona riuscita.
McCollough esce così dal film, a Romero viene concesso l'utilizzo di 270000 $ per aiutarsi nello scripting e altri processi di produzione.
Le riprese si sono svolte in due località della Pennsylvania (USA), Evans City e Zelienople, e su dichiarazione di Romero sembra che le persone del posto fossero felici di partecipare al film.

## Distribuzione
Il film non ha ricevuto una grande distribuzione e non ha avuto molti spazi pubblicitari o altre strategie commerciali.
Al cinema sono state distribuite poche copie, e nonostante l'intenzione di Hessel e Romero fosse di renderlo un cult movie, è stato un flop sia al botteghino che nel mercato home video.

## Remake
Nel 2009 viene realizzato il remake La città verrà distrutta all'alba, uscito nel 2010. Il rifacimento è una produzione Overture Films per la regia di Breck Eisner (Sahara).
La sceneggiatura è stata scritta da Scott Kosar; le riprese si sono svolte durante il 2009 per occorrere al 2010, data di distribuzione. Protagonista del film è l'attore Timothy Olyphant.